# Quartiere degli Champs-Élysées
Il quartiere degli Champs-Élysées è il 29º quartiere amministrativo di Parigi situato nell'VIII arrondissement.
Il suo territorio è delimitato a nord dall'avenue des Champs-Élysées, (dalla place Charles-de-Gaulle al rond-point des Champs-Élysées-Marcel-Dassault), una parte dell'avenue Matignon e dell'avenue Gabriel; a est da place de la Concorde; a sud dalla Senna; a ovest dall'avenue Marceau. È un quartiere molto apprezzato dai turisti, ma con soli 4 610 abitanti (nel 1999), è il meno popolato dell'arrondissement, tra gli altri motivi poiché una parte delle abitazioni "hausmanniane" è stata convertita in uffici o locali commerciali. Il Triangolo d'oro, delimitato dalle avenue Montaigne, George-V e dagli Champs-Élysées è, al centro del quartiere, particolarmente considerato per le sue imprese e commerci di beni di lusso.

## Storia
In un settore allora poco urbanizzato dell'ovest di Parigi, la sezione dei Champs-Élysées fu creata nel 1790, circoscrizione amministrativa che divenne nel 1795 il quartiere dei Champs-Élysées, situato allora nell'antico I arrondissement di Parigi i cui confini partivano dalla metà della riva destra della Senna dal ponte Luigi XVI fino alla barriera di Passy, partendo da questa barriera e seguendo a destra la cinta daziaria di Parigi alla barriera del Roule, continuando a destra le vie Faubourg-du-Roule, Faubourg-Saint-Honoré, Royale e la place Louis-XV fino al ponte Luigi XVI.
Dopo la ristrutturazione del 1860, il quartiere con questo nome fu situato essenzialmente a sud del viale con una superficie meno estesa.

Il quartiere degli Champs-Élysées su una mappa dell'VIII arrondissement.

## Luoghi ed edifici notevoli
- Champs-Élysées (ma la metà nord del tratto dell'avenue compreso tra la place Charles-de-Gaulle e la rotonda degli Champs-Élysées-Marcel-Dassault è situata nel quartiere del Faubourg-du-Roule).
- Grand Palais, le sue Gallerie Nazionali e il Palais de la découverte.
- Petit Palais.
- Place de la Concorde e Obelisco di Luxor.
- Port de la Conférence (ove ha sede la Compagnie des bateaux-mouches) e il port des Champs-Élysées, lungo la Senna.

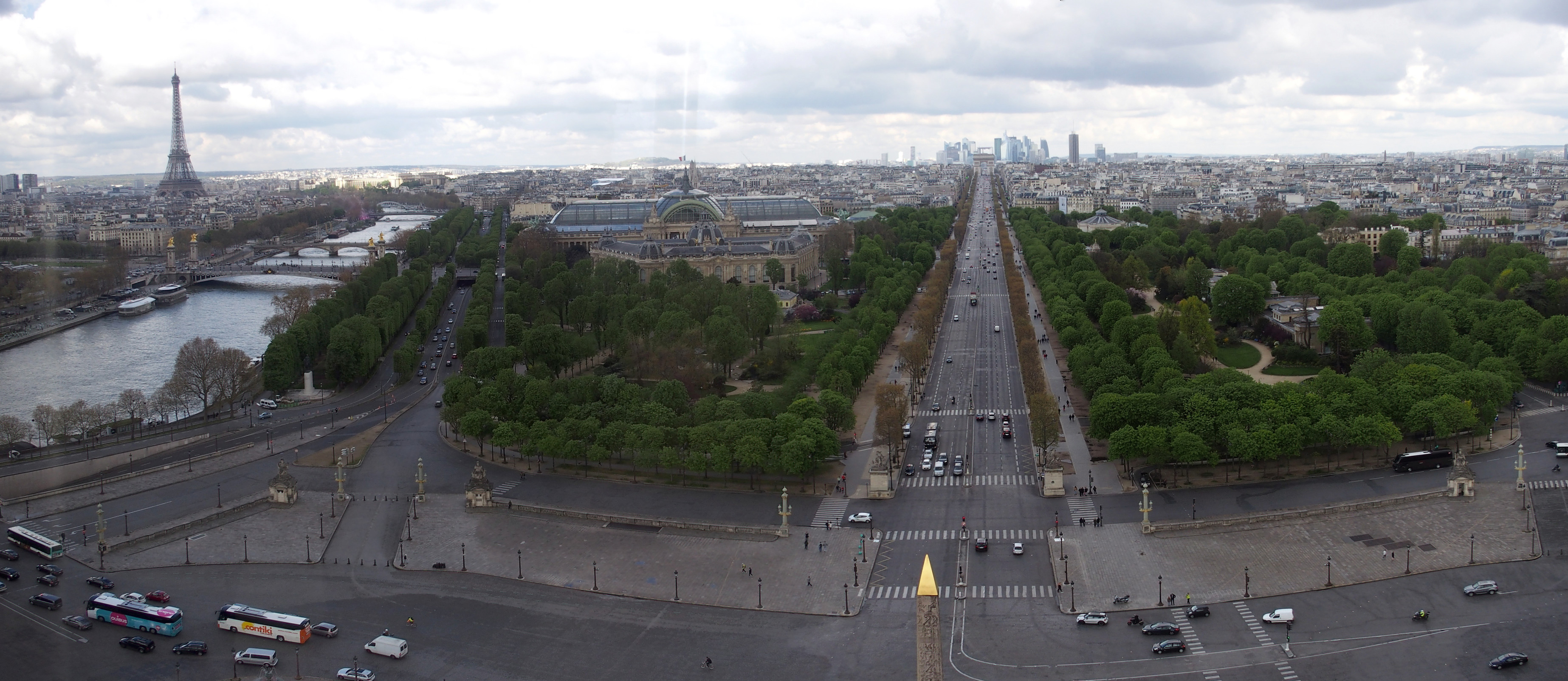
Panorama verso ovest, quasi in asse all'avenue des Champs-Élysées, dall'alto della Roue de Paris. Soglie sono nel quartiere dei Champs-Élysées: in primo piano, la place de la Concorde; al di là di questa, l'insieme dei Giardini degli Champs Élysées dai due lati dell'avenue omonima; più indietro il settore costruito al centro-sinistra della fotografia tra la Senna e l'avenue des Champs-Élysées.

.

### Ambasciate
- Ambasciata della Germania, avenue Franklin-D.-Roosevelt.
- Ambasciata del Brasile, cours Albert-Ier.
- Ambasciata della Cina, avenue George-V.
- Ambasciata di Spagna, avenue George-V.
- Ambasciata di Norvegia, rue Bayard.

### Spazi verdi
- Giardini intorno al Petit-Palais.
- Giardini della Nuova Francia.
- Giardini degli Champs Élysées.
- Square de Berlin.

### Luoghi di culto
- Cattedrale della Santissima Trinità di Parigi, detta anche Cattedrale Americana della Chiesa episcopale degli Stati Uniti d'America, di culto anglicano.
- Cattedrale armena di San Giovanni Battista, della Chiesa apostolica armena.
- Cappella di Nostra Signora della Consolazione, cappella cattolica dedicata alle vittime dell'incendio del Bazar de la Charité e costruita nel luogo ove l'incendio ebbe luogo il 4 maggio 1897. Essa è officiata dal marzo 2013 dalla Fraternità sacerdotale San Pio X.

### Luoghi di spettacolo
- Crazy Horse.
- Espace Cardin.
- Teatro dei Champs-Élysées.
- Teatro Marigny.
- Théâtre du Rond-Point.
- Théâtre Vrai Guignolet (spettacolo di marionette).

### Ponti
Da ovest verso est, risalendo il corso della Senna):
- Pont de l'Alma (quarto nord-est).
- Pont des Invalides (metà nord).
- Ponte Alessandro III (metà nord).
- Pont de la Concorde (metà nord).